# Ion Dissonance
Ion Dissonance é uma banda de mathcore formada em 2001 (ver 2001 na música) em Montreal, Quebec, Canadá.
Essa banda tem uma sonoridade nada digerível para paladares auditivos mais acostumados com som mais tradicionais. Essa banda se classifica como extreme mathcore. Vê-se claramente que essa banda, no início, foi fortemente influenciada por Dillinger Escape Plan. Ela tem um som extremamente complexo e agressivo. A banda mistura grindcore, mathcore e brutal death metal com influências de jazz e djent. É uma verdadeira pancada sonora, uma insanidade matemática.

## Integrantes

#### Formação atual
- Antoine Lussier − guitarra (2001−atualmente)
- Sebastien Chaput − guitarra (2001−atualmente)
- Jean-François "JF" Richard − bateria (2001−atualmente)
- Xavier St-Laurent − baixo (2004−atualmente)
- Kevin McCaughey − vocal (2006−atualmente)

#### Ex-integrantes
- Sebastien Painchaud − baixo (2001−2002)
- Gabriel McCaughry − vocal (2001−2006)
- Miguel Valade − baixo (2002−2004)

## Discografia

### Álbuns de estúdio
- Breathing Is Irrelevant (2003)
- Solace (2005)
- Minus the Herd (2007)
- Cursed (2010)
- Cast the First Stone (2016)

### Outros
- .357 (2002)
- Ion Dissonance - Despised Icon: Demos 2002 & 2004 (2006)